# Führungssystem

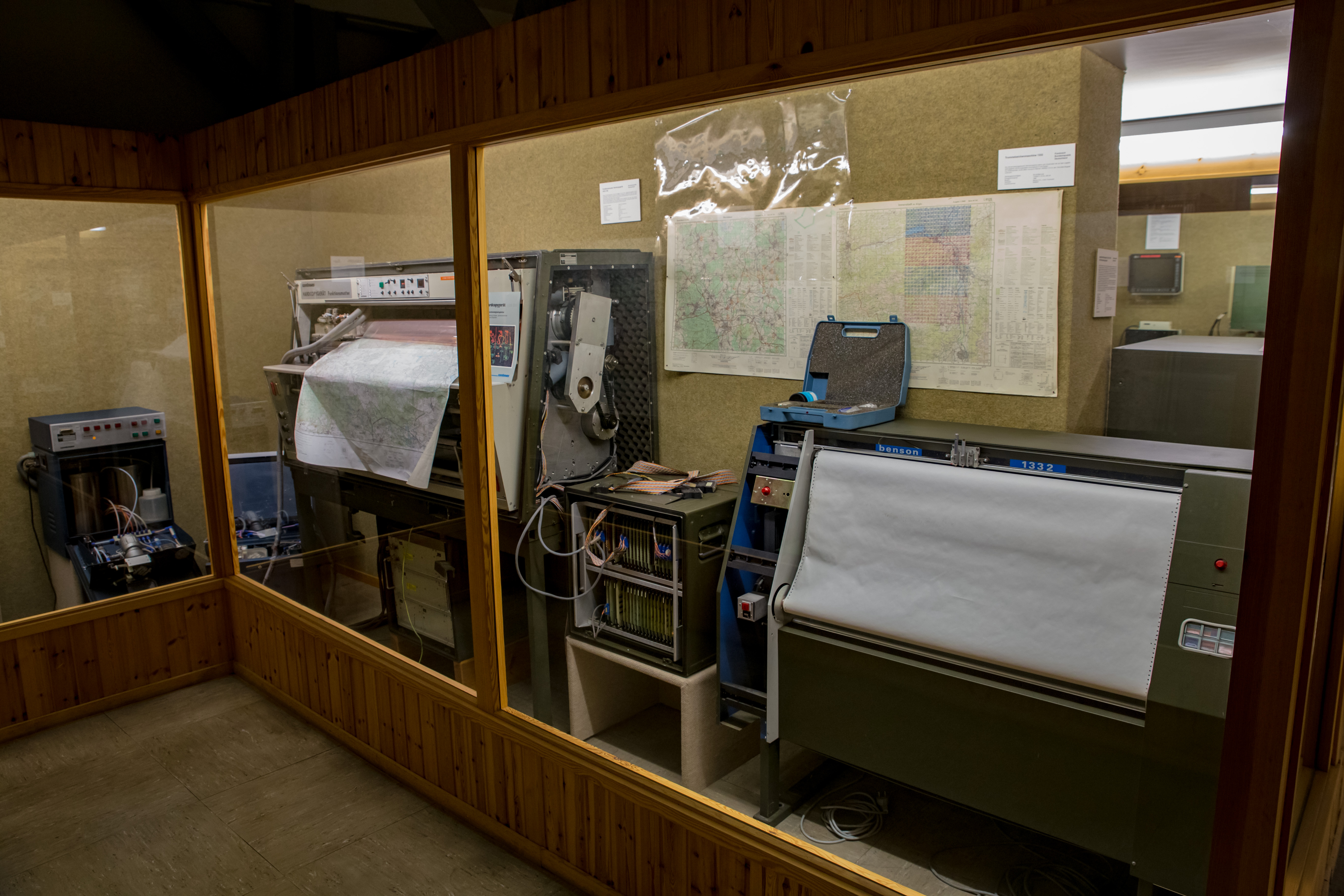
Prototypische Kartenlagedarstellungssysteme um 1980 in der Wehrtechnischen Studiensammlung in Koblenz

Führungssystem  bezeichnet bei mehreren Organisationen Unterschiedliches – nachfolgend geht es hauptsächlich um das „Einsatzführungssystem, Führungs- und Waffeneinsatzsystem“ (FüWES), das „Führungsinformationssystem“ (FüInfoSys) oder „Combat Direction System“ (CDS), ein IT-System zur Unterstützung militärischer Führungsprozesse. Es umfasst im Allgemeinen Echtzeitanteile sowie Planungs- und Führungshilfen.

## Aufgaben
Ein Führungssystem deckt üblicherweise folgende Aufgaben ab:
- Zusammenführung der Messergebnisse der angeschlossenen Sensoren (z. B. Radar),
- Aufbereiten, Interpretieren und Präsentieren der so gewonnenen Lageinformationen,
- Auftragserteilung an untergebene Einheiten, z. B. mittels Taktischem Datenlink,
- gegebenenfalls automatisierter und koordinierter eigener Waffeneinsatz gegen erkannte Ziele,
- Erfolgskontrolle des Waffeneinsatzes

## Funktionsumfang
Zur Erfüllung der oben aufgeführten Aufgaben beinhalten Führungssysteme folgende Komponenten:
- Datenbanken zum Aufbau, Halten und Pflege der Lageinformationen,
- Schnittstellen (zum Teil echtzeitfähig) zu Sensoren, Waffenanlagen und Kommunikationssystemen,
- Planungshilfen, die militärische Einsatzverfahren im System abbilden (z. B. Tools zur Berechnung der optimalen Positionierung eigener Einheiten gegenüber einer definierten Bedrohung),
- interaktive, echtzeitfähige Darstellungsanlagen für die bedienenden Soldaten

## Geschichte
Mit dem Siegeszug der Computertechnik begann auch das Militär, sich hierfür zu interessieren. Angetrieben durch immer kürzere Reaktionszeiten aufgrund der immer schnelleren Bedrohung durch Flugzeuge und Flugkörper, begannen zunächst die Marine und die Luftwaffe mit einer schrittweisen Automatisierung ihrer bis dahin manuell gesteuerten Waffen. Elektromechanische Feuerleitanlagen waren zwar schon zuvor bekannt, doch waren sie nicht in den Prozess aus Lageerstellung, Entschlussfassung und Waffeneinsatz integriert.
In den 1950er Jahren war es zunächst die US Navy, die ihre Schiffe mit rechnergestützten Führungssystemen ausrüstete, kurz darauf auch die Luftverteidigungsorganisation NADGE (NATO Air Defense Ground Environment). Die einzelnen Einheiten wurden mit taktischen Datenlinks wie Link 11 oder Link 1 verbunden – eine frühe Form der Vernetzung.
1967 sorgte der Eilat-Zwischenfall, bei dem erstmals ein (nicht mit einem Führungssystem ausgerüsteter) Zerstörer von Flugkörpern versenkt wurde, für eine Beschleunigung der Entwicklung.
Ab Mitte der 1970er Jahre wurden dann auch Kommandozentren mit Führungssystemen ausgestattet, wobei hier der Schwerpunkt meist nicht auf dem automatisierten Waffeneinsatz lag, sondern in einem umfassenden militärischen Informationsmanagement (Geheimdienstinformationen, Einsatzplanung, Logistik, Kommunikation). Diese Ausprägung eines Führungssystems wird heute im Allgemeinen als Führungsinformationssystem, auch C4I (Command, Control, Communication, Consultation, Intelligence), bezeichnet.
In jüngster Vergangenheit wird eine umfassende Vernetzung von Führungssystemen als network centric warfare (NCW) bezeichnet, in Deutschland auch als NetOpFü (Vernetzte Operationsführung).

## Beispiele für Führungssysteme
- AGIS – Automatisiertes Gefechtsinformationssystem für Schnellboote (entwickelt von der Bundesmarine zur Einrüstung in die damals neuen Schnellboote der Klasse 143, auch auf den Booten der Klasse 143A verwendet)
- Aegis-Kampfsystem – das Waffeneinsatzsystem der United-States-Navy-Kreuzer (Ticonderoga-Klasse) und Zerstörer (Arleigh-Burke-Klasse)
- Artillerie-, Daten-, Lage- und Einsatz-Rechnerverbund (ADLER) der deutschen Bundeswehr
- CDS (engl. für Combat Direction System) der Sachsen-Klasse-Fregatten und Braunschweig-Klasse-Korvetten
- COMBATSS 21 ist eine Weiterentwicklung von Aegis-Kampfsystem auf der Freedom-Klasse und der Independence-Klasse
- MCCIS – Maritime Command Control Information System, das Führungsinformationssystem des Marinehauptquartiers in Glücksburg
- FüInfoSys H – ein Führungsinformationssystem des deutschen Heeres
- FüInfoSys Lw – ein Führungsinformationssystem der deutschen Luftwaffe
- FüInfoSys SK – ein Führungsinformationssystem der deutschen Streitkräfte
- HaFIS –  Projekt zur Harmonisierung und Migration der Führungsinformationssysteme
- HEROS – das ehemalige Führungsinformationssystem des deutschen Heeres
- INTAFF – Integriertes Artillerie Führungs- und Feuerleitsystem der Schweizer Armee
- IPN-20 (SADOC-2) – das Führungsinformationssystem der italienischen Marine
- LOGFAS (engl. für Logistics Functional Area Services) – das logistische Führungsinformationssystem der NATO
- NADGE – NATO Air Defense Ground Environment
- SABRINA 21 – System zur Auswertung und Bearbeitung von Realzeitdaten in Netzwerk-Architekturen des 21. Jahrhunderts; löst die weiterentwickelten SATIR-Systeme als Standard-FüWeS auf den Fregatten der Deutschen Marine ab der Brandenburg-Klasse ab. Später Erprobung auf der Fregatte Mecklenburg-Vorpommern
- SATIR – System zur Auswertung Taktischer Informationen auf Rechnerschiffen (Ursprungsbezeichnung: System zur Auswertung Taktischer Informationen auf Raketenzerstörern). Entwickelt von der Bundesmarine zur Einrüstung auf den neu beschafften Flugkörperzerstörern (DDG) der Lütjens-Klasse Kl. 103; anschließend weiterentwickelt und auch auf den Fregatten ab der Bremen-Klasse eingerüstet. SATIR soll in Zukunft durch FüWeS SABRINA 21 abgelöst werden
- SitaWare – IT-System zum Darstellen und Führen von militärischen Lagen in stationäre und mobile Umgebungen mit skalierbaren Modulen: SitaWare Headquarters für stationäre und mobile Gefechtsstände sowie Schiffe, SitaWare Frontline für Gefechtsfahrzeuge und SitaWare Edge für abgesessene Führer; ergänzt und ersetzt in der Bundeswehr zunehmend FüInfoSys[1][2]